# امپراتور هانزی
امپراتور هانزی (انگلیسی: Emperor Hanzei) هجدهمین امپراتور ژاپن بود.